# Elecciones generales de Perú de 2000
Las elecciones generales de Perú de 2000 se realizaron el domingo 9 de abril y el domingo 28 de mayo de ese año. Se renovó totalmente el Poder Ejecutivo y el Poder Legislativo del Perú. El presidente en ejercicio Alberto Fujimori, en el cargo desde 1990 y reelecto en 1995, se presentó para un tercer mandato (desde el punto de vista institucional, el segundo bajo la Constitución Política del Perú de 1993) esta vez apoyado por un alianza electoral llamada Perú 2000. Su principal contrincante sería Alejandro Toledo, del partido Perú Posible.
Estos comicios fueron profundamente controvertidos y el período de campaña estuvo plagado de denuncias de intimidación a los votantes, inconstitucionalidad, soborno, parcialidad estructural y fraude electoral masivo. En la primera vuelta presidencial, Fujimori obtuvo la primera minoría con el 49.87% de los votos válidos, no alcanzando el umbral requerido para evitar una segunda vuelta. Toledo quedó en segundo lugar con el 40.24%, quedando habilitado para participar en la segunda vuelta. Al mismo tiempo, el fujimorismo perdió la mayoría absoluta propia en el Congreso de la República, pero continuó siendo la fuerza política con más escaños.
Pese al notorio declive del fujimorismo, Toledo denunció que las elecciones no serían ni libres ni justas, y resolvió boicotear la segunda vuelta. Debido a que el voto era obligatorio y quien no se presentara a votar podía ser multado, Toledo pidió entonces a sus partidarios que impugnaran sus votos, lo que llevó a que más de un 29% de los votos de la segunda vuelta fueran nulos, y Fujimori obtuviera teóricamente el 74% de los sufragios, siendo juramentado para su tercer mandato. Meses después, ante la inestabilidad política provocada por su victoria y tras el escándalo de los Vladivideos, Fujimori anunció que se realizarían nuevas elecciones y dimitió por fax desde un hotel en Japón.

## Partidos y candidatos
Fueron 9 candidatos que se presentaron para estas elecciones:
| Partido/Coalición | Partido/Coalición                    | Candidato Presidencial        | Candidato Presidencial                  | 1º Vicepresidente      | 2º Vicepresidente         |
| Partido/Coalición | Partido/Coalición                    | Foto                          | Nombre                                  | 1º Vicepresidente      | 2º Vicepresidente         |
| ----------------- | ------------------------------------ | ----------------------------- | --------------------------------------- | ---------------------- | ------------------------- |
|                   | Acción Popular                       | Víctor Andrés García Belaúnde | Víctor Andrés García Belaúnde (50 años) | Valentín Paniagua      | Pedro Morales Mansilla    |
|                   | Alianza Electoral Perú 2000          | Alberto Fujimori              | Alberto Fujimori (61 años)              | Francisco Tudela       | Ricardo Márquez Flores    |
|                   | Agrupación Independiente Avancemos   |                               | Federico Salas-Guevara (49 años)        | Rafael Rey             | Guillermo Castañeda Mungi |
|                   | Frente Popular Agrícola FIA del Perú |                               | Ezequiel Ataucusi (81 años)             | Héctor Jhon Caro       | Mario Cabanillas          |
|                   | Movimiento Independiente Somos Perú  |                               | Alberto Andrade (56 años)               | Luis Guerrero Figueroa | Beatriz Merino            |
|                   | Partido Aprista Peruano              |                               | Abel Salinas Izaguirre (69 años)        | Jorge del Castillo     | Elvira de la Puente       |
|                   | Perú Posible                         | Alejandro Toledo              | Alejandro Toledo (54 años)              | Carlos Ferrero Costa   | David Waisman             |
|                   | Partido Solidaridad Nacional         | Luis Castañeda Lossio         | Luis Castañeda Lossio (54 años)         | Eduardo Farah          | Graciela Fernández-Baca   |
|                   | Unión por el Perú                    | Máximo San Román              | Máximo San Román (53 años)              | Henry Pease            | Maximiliano Cárdenas      |

## Convocatoria y controversia por reelección de Fujimori
Alberto Fujimori convocó a elecciones generales en el plazo apto para hacerlo. Previamente, y pese a las reacciones internacionales, insistió en participar. La postulación de Fujimori para un tercer mandato generó mucha controversia. Según la Constitución política del Perú de 1993, un presidente solo podía tener dos mandatos. Sin embargo, Fujimori alegó que él había sido elegido estando vigente la Constitución de 1979, por lo que en verdad, este sería recién su segundo mandato.
La congresista Lourdes Flores Nano buscó en 1997, junto con otros parlamentarios de oposición, una salida legal que impidiese la segunda reelección. Sin embargo, el Congreso estaba dominado por Fujimori. Una mayoría de congresistas de oposición planteó un referéndum para cuestionar la legitimidad de la candidatura de Fujimori. Sin embargo, el proyecto fracasó.
Por otro lado, en 1999, Valentín Paniagua anunció que las ocho agrupaciones firmaron el pronunciamiento «En defensa de la voluntad popular» para establecer oficinas para denunciar eventuales actos de fraude.

## Campaña e irregularidades
Muchos observadores creyeron que las estructuras del gobierno se establecieron de cierta manera que diera a Fujimori una ventaja injusta. Por ejemplo, el Departamento de Estado de los Estados Unidos señaló que los generales del ejército peruano habían sido amenazados con la destitución si permitían la realización de protestas contra el gobierno en sus respectivas jurisdicciones, proporcionando al ejército un incentivo para reprimir a los manifestantes antigubernamentales.
Un informante de la embajada estadounidense en Perú señaló que «gigantescas consignas profujimoristas aparecieron a los lados de las colinas dentro de algunas reservas y bases militares. Mayormente de noche, pero a veces a plena luz del día, se han avistado tropas desde Tacna hasta Tumbes pintando eslóganes fujimoristas y ocultando consignas de los candidatos de la oposición. Los vehículos militares han sido puestos a disposición de los candidatos del gobierno para transportar suministros a personas a cambio de votos» y que los «proyectos de obras públicas de rutina han sido utilizados para maximizar el impacto electoral».
Las elecciones también se vieron empañadas con acusaciones de fraude masivo, en que un anónimo advirtió de una supuesta manipulación un día antes de las elecciones. Durante la campaña, El Comercio publicó una historia sobre una «fábrica de firmas» en la que muchas personas trabajaban para firmar una petición para registrar partidos políticos pro fujimoristas. Varias de las personas involucradas admitieron su participación en este esquema. Se sospechaba que las firmas habían sido copiadas del registro electoral, por lo que la información recibida por la «fábrica» solo podía provenir de la Oficina Nacional de Procesos Electorales (ONPE), ente estatal encargado de la realización de los comicios. Uno de los casos más controversiales es Code-Renovación.
Poco antes de las elecciones, varias personas, incluidos trabajadores de Jurado Nacional de Elecciones, fueron arrestados por su participación en el robo de las boletas. Fueron atrapados con las papeletas, muchas de las cuales habían sido completadas. La pluralidad de estas boletas se llenó con votos para Fujimori y sus aliados electorales. En 2004 el tribunal absolvió a los trabajadores del JNE.

## Resultados

### Elecciones presidenciales

#### Primera vuelta
Las elecciones se realizaron el 9 de abril con una estrecha mayoría para Fujimori, que obtuvo el 49.87% de los votos válidos (45.82% de los votos emitidos). En segundo lugar quedaba Toledo con el 40.24% (36.97%). Los demás candidatos no obtuvieron más del 3% de los votos, por lo que la elección se polarizó totalmente entre Fujimori y Toledo. Se programó entonces una segunda vuelta electoral entre ambos.
|  | 49.87 % |

|  | 45.82 % |

|  | 40.24 % |

|  | 36.97 % |

|  | 3.00 % |

|  | 2.76 % |

|  | 2.23 % |

|  | 2.05 % |

|  | 1.80 % |

|  | 1.66 % |

|  | 1.38 % |

|  | 1.27 % |

|  | 0.72 % |

|  | 0.66 % |

|  | 0.42 % |

|  | 0.39 % |

|  | 0.33 % |

|  | 0.30 % |

#### Segunda vuelta
Para la segunda vuelta, Alejandro Toledo pidió a los electores que vicien su voto colocando «NO AL FRAUDE», con motivo de las acusaciones de fraude electoral en la primera vuelta.
Ante la negativa del Jurado Nacional de Elecciones de posponer la segunda ronda de las elecciones, Alejandro Toledo amenazó con retirar su candidatura; sin embargo, nunca oficializó su renuncia ante las autoridades correspondientes, debido a que esto implicaría reconocer la victoria de Fujimori.
Cuando en la noche del 28 de mayo se conocieron los resultados, Alberto Fujimori había ganado las elecciones generales con el 51.2% de votos emitidos, contra un 17.7% obtenidos por Toledo y un altísimo 29.9% de votos viciados (nulos) que respondieron al llamado de este último. Se inició así el tercer y último mandato consecutivo de Fujimori el 28 de julio de 2000 para el período 2000-2005.
|  | 74.33 % |

|  | 25.67 % |

### Elecciones parlamentarias
|  | 42.16 % |

|  | 23.24 % |

|  | 7.56 % |

|  | 7.20 % |

|  | 5.51 % |

|  | 4.03 % |

|  | 3.09 % |

|  | 2.56 % |

|  | 2.47 % |

|  | 2.18 % |

|  | 83.19 % |

|  | 10.92 % |

|  | 5.89 % |

|  | 100 % |

## Desenlace
Cuando en medio de la crisis que vivía el país, Vladimiro Montesinos era relevado por corrupción a través de un Vladivideo, Alberto Fujimori decidió renunciar a la presidencia desde Japón mediante un fax pero luego su renuncia fue rechazada por el Congreso de la República y terminó siendo vacado constitucionalmente de la presidencia de la república por incapacidad moral.
En septiembre de 2000, Agustín Haya de la Torre, exdiputado y miembro del Foro Democrático, propuso que la Defensoría del Pueblo fuera la única entidad responsable de gestionar el proceso de transición hacia nuevas elecciones.
Al mes siguiente, en noviembre de 2000, fue elegido Valentín Paniagua de Acción Popular como el nuevo presidente del Congreso de la República ante la censura de Martha Hildebrandt. Días después, Paniagua se convirtió en el presidente transitorio, gobernando hasta el 28 de julio del 2001 tras la convocatoria a nuevas elecciones generales. Estas nuevas elecciones contaron con la supervisión de Jimmy Carter, quien criticó el fraude electoral en su informe Peru Trip Report.